# Igreja de São Francisco de Paula (Rio de Janeiro)
A Igreja de São Francisco de Paula é um templo católico localizado no Largo de São Francisco de Paula, centro histórico da cidade do Rio de Janeiro, capital do estado brasileiro do Rio de Janeiro. Constitui-se em um dos maiores templos do município.

## História

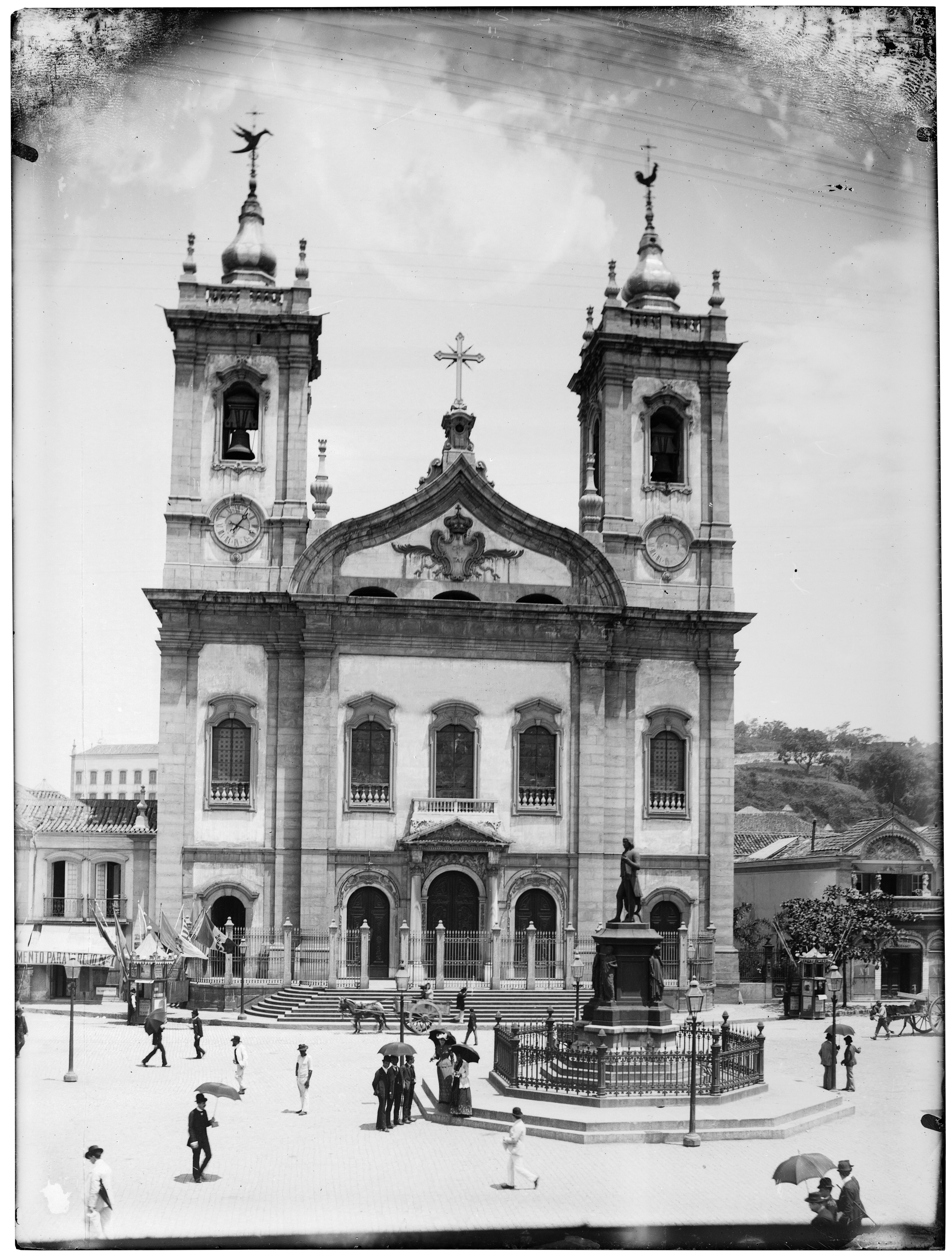
Igreja de São Francisco de Paula (1885)

O largo de São Francisco foi um dos pontos principais da cidade, da segunda  metade do século XVIII até fins do século XIX e, a partir do século XX, um local de grande movimento do bairro da Região Central.
A construção deste templo foi iniciada em 1759 por iniciativa irmãos da Ordem Terceira dos Mínimos de São Francisco de Paula e concluída em 1801. Ao longo de sua história sofreu diversas intervenções de conservação e restauração.
A igreja foi inaugurada em 7 de março de 1865, em solene te-déum, com a presença dos imperadores D. Pedro II e D. Teresa Cristina.

## Características
As grandes portas de madeira da entrada foram entalhadas por Antônio de Pádua e Castro o qual, igualmente, acrescentou o pórtico neoclássico de mármore que emoldura a porta principal. O interior é revestido inteiramente de uma decoração de talha. Mestre Valentim foi o autor do altar-mor e da capela de Nossa Senhora da Vitória.
A decoração da nave central foi executada a partir de 1855, baseada no projeto do pintor Mário Bragaldi, num estilo neoclássico.
Enriquecem o seu acervo telas de Victor Meirelles, painéis de Manoel da Cunha, além de vitrais de procedência alemã e um bem trabalhado lavatório na sacristia em mosaico e mármore, com torneiras de bronze.
Um dos sinos da igreja foi chamado de "Aragão", porque executava o toque de recolher determinado pelo Intendente Geral de Polícia Teixeira de Aragão, entre os anos de 1824 e 1827.
O órgão da igreja foi inaugurado pelo organista carioca Antônio Silva.